# Dj Rush
Isaiah Major (Chicago, 1970), conegut amb el nom artístic de DJ Rush, és un punxadiscos i productor de música techno.

## Discografia

### Àlbums
- Klub Kids (Trax Records, 1996)[2]
- Rush Rules (Trax Records, 1996)
- Doing It To Death (Force Inc. Music Works, 1996)
- Shall We Dance? (Pro-Jex, 2000)
- Dance To The Drums (Kne' Deep, 2017)
- You Gotta Move (Kne' Deep, 2018)